# Anglický pacient
Anglický pacient (v originále The English Patient) je historické romantické drama, na kterém spolupracovala USA a Spojené království. Film režíroval Anthony Minghella a hlavními herci jsou Ralph Fiennes, Juliette Binoche, Willem Dafoe, Kristin Scott Thomas a Naveen Andrews. Film měl premiéru v USA 15. listopadu 1996. Film získal celkově devět Oscarů - nejlepší film, režie, herečka ve vedlejší roli, kamera, výprava, kostýmy, střih, hudba a zvuk.
"Každou noc si odřezávám srdce, ale ráno ho mám zase na místě." Velkolepé adaptaci stejnojmenného románu Michaela Ondaatjeho, za který spisovatel získal prestižní Man Bookerovu cenu, patřil večer s předáváním Oscarů, neboť v nejpřesvědčivějším vítězství od filmu Poslední císař v roce 1987 získala celkem devět sošek. Bylo to obzvlášť pozoruhodné u filmu, na nímž scenárista a režisér během přípravy téměř zoufal. "Opojený" poetickou knihou strávil přes tři roky neustálým přepisováním, přičemž značně rozšířil k nezdaru odsouzený milostný vztah v jádru příběhu. Nezávislý producent Saul Zaentz (Přelet nad kukaččím hnízdem (1975), Amadeus (1984)) původně našel finanční podporu ve studiu 20th Century Fox, ale neshody, například kolem obsazení Kristin Scott Thomasové místo nějaké americké herečky, vyvrcholily tím, že studio ze spolupráce odstoupilo. Produkce se přerušila, dokud s dalšími financemi nepřišel Miramax.

## Děj
Vážně popálený a znetvořený pilot je nalezen koncem druhé světové války v troskách svého dvojplošníku v Severní Africe. Zjevně trpí ztrátou paměti, nedaří se ho identifikovat, ale pravděpodobně jde o Angličana. Umírá v péči zdravotní sestry Hany, francouzské Kanaďanky. Společně se uchýlí do zpustošeného italského kláštera, kde se k nim připojí Kanaďan a dva odborníci na zneškodňování bomb. Dochází k intimnímu zkoumání paměti, ztrát a uzdravování. Záhadný pacient – z něhož se vyklube maďarský hrabě László Almásy – si postupně vybavuje svou minulost v Toskánsku, Káhiře a na Sahaře mezi koncem třicátých let a rokem 1945. Almásyho láska k vdané Katharine Cliftonové končí tragickými důsledky.

## Obsazení
| Ralph Fiennes        | hrabě László Almásy |
| Juliette Binoche     | Hana                |
| Willem Dafoe         | David Carvaggio     |
| Kristin Scott Thomas | Katharine Clifton   |
| Naveen Andrews       | Kip                 |
| Colin Firth          | Geoffrey Clifton    |
| Julian Wadham        | Madox               |
| Jürgen Prochnow      | major Muller        |

## Filmový styl
Film obsahuje dva základní prvky, aby strhnul diváka. Příběh je spletitý, ale klasicky, vášnivě romantický. A produkce je pečlivě umělecká, opakovaně přirovnávaná ke stylu Davida Leana, od snových leteckých záběrů a dramatických písečných bouří po smyslné milostné scény a okouzlující efekty: jeskynní nástěnné malby zkoumané ve světle baterky, kostelní fresky osvětlené plamenem. Velkolepý rozměr Anglického pacienta, jeho majestátnost na velkém plátně a cit pro váhu příběhu si zasluhují uznání jako obrovský umělecký i technický úspěch.

## Ocenění
- 1996 Oscar za nejlepší film
- 1996 Oscar za nejlepší režii (Anthony Minghella)
- 1996 Oscar za nejlepší kameru (John Seale)
- 1996 Oscar za nejlepší výpravu (Stuart Craig a Stephanie McMillan)
- 1996 Oscar za nejlepší kostýmy (Ann Roth)
- 1996 Oscar za nejlepší střih (Walter Murch)
- 1996 Oscar za nejlepší hudbu (Gabriel Yared)
- 1996 Oscar za nejlepší zvuk (Walter Murch, Mark Berger, David Parker a Christopher Newman)
- 1996 Oscar za nejlepší herečku ve vedlejší roli (Juliette Binoche)